# Fosse Vieux-Condé
La fosse Vieux-Condé dite de l'Avaleresse de la Compagnie des mines d'Anzin est un ancien charbonnage du Bassin minier du Nord-Pas-de-Calais, situé à Vieux-Condé. La fosse est commencée en 1854 et commence à extraire en 1861. Le terril no 191, Vieux-Condé, st édifié à l'est du carreau. Un puits no 2 est creusé en 1904 et terminé en juin 1907. À sa mise en fonction, il assure alors seul l'extraction. La fosse est détruite durant la Première Guerre mondiale. Lors de la reconstruction, le puits no 1 est doté d'un ventilateur, afin de servir à l'aérage, et le puits no 2 voit son chevalement réparé et réutilisé. Des cités sont bâties à quelques centaines de mètres de la fosse. Leur architecture est tout particulièrement soignée.
La Compagnie des mines d'Anzin est nationalisée en 1946, et intègre le Groupe de Valenciennes. Le retour d'air est assuré par la fosse Trou Martin jusqu'à sa fermeture en 1969. Trois ans plus tard, la fosse Vieux-Condé cesse d'extraire et est concentrée sur la fosse Ledoux. Elle cesse l'aérage en 1982, les puits sont alors comblés, et le chevalement détruit l'année suivante. le terril est exploité.
Le carreau de fosse est reconverti en zone d'activités. Un sondage de décompression est entrepris en 1990. Au début du XXIe siècle, Charbonnages de France matérialise les têtes des puits Vieux-Condé nos 1 et 2. Le terril est devenu un espace vert, et les cités ont été rénovées. La cité-jardin Taffin a été classée le 30 juin 2012 au patrimoine mondial de l'Unesco.

## La fosse

### Fonçage
La fosse Vieux-Condé est commencée par la Compagnie des mines d'Anzin en 1854 à Vieux-Condé, le long de l'Escaut.

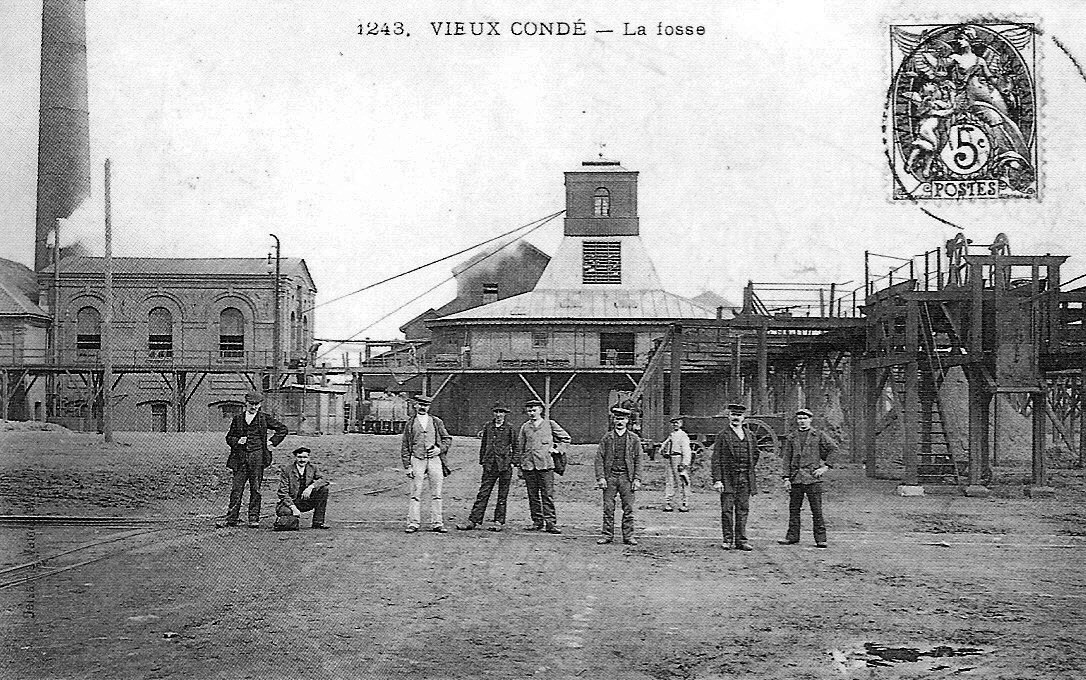
La fosse Vieux-Condé vers 1900.

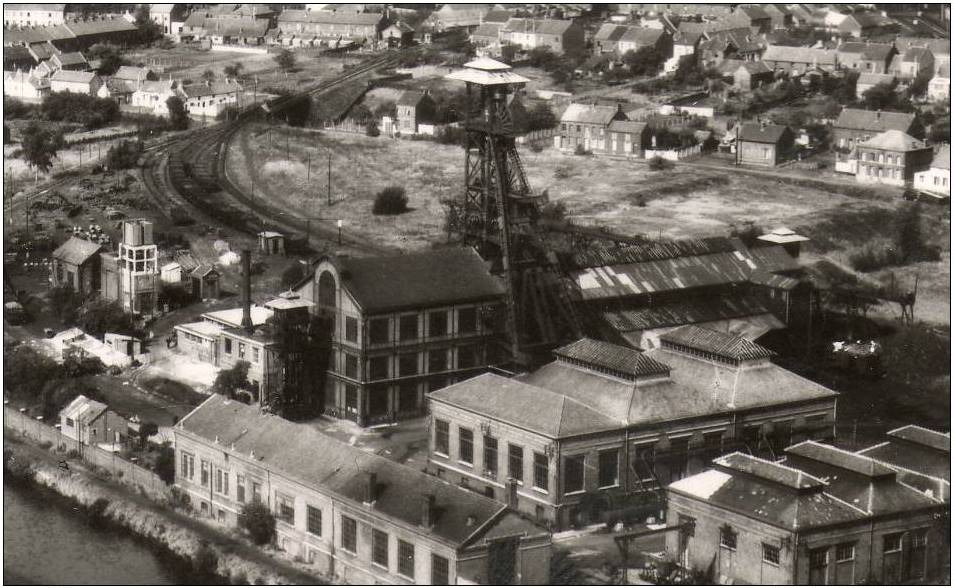
Vue aérienne de la fosse vers 1960.

Le terrain houiller est atteint à la profondeur de 27 mètres.

### Exploitation
La fosse Vieux-Condé commence à extraire en 1861. Son aérage est assuré par les fosses Outre-Wez, Trou Martin et Vieille Machine, tandis que la fosse Neuve Machine est tenue en réserve.
Le puits no 2 est commencé en 1904 à 75 mètres au sud-est du premier puits. Il est terminé en juin 1907, et assure alors seul l'extraction. Les fosses Taffin, Vieille Machine, Outre-Wez et Neuve Machine sont serrementées et comblées en 1916,. La fosse est détruite durant la Première Guerre mondiale. À la reconstruction, le puits no 1 n'est plus doté de chevalement mais de ventilateurs. Le chevalement du puits no 2 est remis en état.
La Compagnie des mines d'Anzin est nationalisée en 1946, et intègre le Groupe de Valenciennes. Le puits no 1 est doté d'un treuil pouvant desservir les accrochages de 32 et 112 mètres. Le puits no 2 est accroché à 112 et 305 mètres, il assure le service et l'extraction. Le retour d'air est assuré par la fosse Trou Martin, sise à 1 617 mètres au nord-ouest, jusqu'en 1969. À cause de la proximité de l'Escaut, les infiltrations sont très fortes, et les pompes exhaurent 1 000 m3 par jour.
La fosse Vieux-Condé cesse d'extraire en 1972, lorsqu’elle est concentrée sur la fosse Ledoux, sise à Condé-sur-l'Escaut à 3 316 mètres à l'est. La fosse Vieux-Condé est alors utilisée comme fosse de service, et des mineurs creusent une bowette entre les deux fosses à l'étage de 500 mètres. Celle-ci est terminée le 26 juin 1974.
La fosse Vieux-Condé cesse le service et l'aérage en 1982. Les puits nos 1 et 2, respectivement profonds de 417 et 511 mètres, sont comblés la même année. Elle a alors extrait 21 853 000 tonnes de houille. Le chevalement du puits Vieux-Condé no 2 est détruit le 16 juin 1983.

### Reconversion
Le carreau de fosse est reconverti en zone d'activités. Un sondage de décompression est entrepris à 70 mètres à l'est du puits no 2 du 21 février au 22 mars 1990. Il a atteint la profondeur de 51,25 mètres,.
Au début du XXIe siècle, Charbonnages de France matérialise les têtes des puits Vieux-Condé nos 1 et 2. Le BRGM y effectue des inspections chaque année. Il subsiste les bureaux, la lampisterie, et quelques pans de murs.

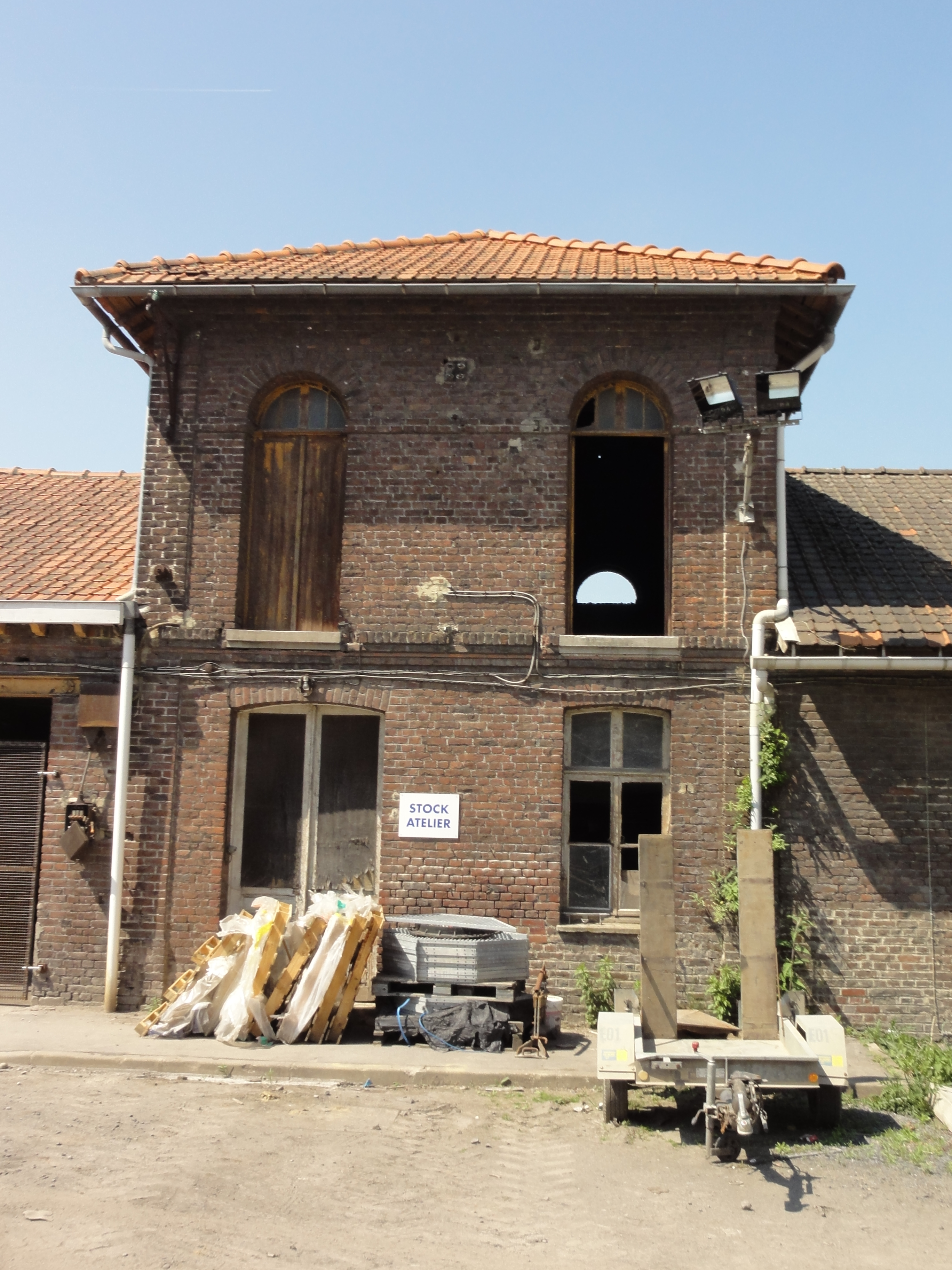
Les bureaux.
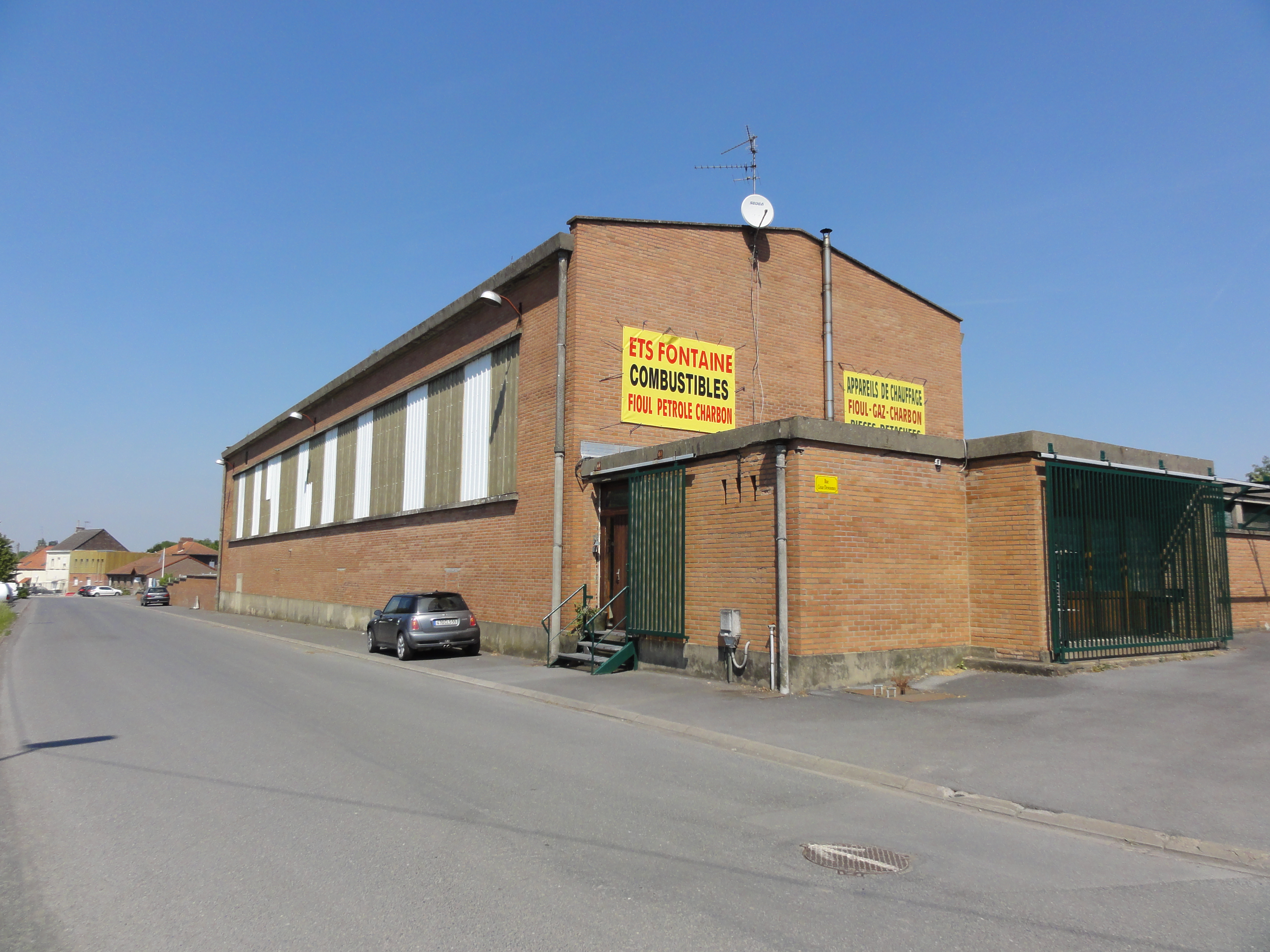
La lampisterie.
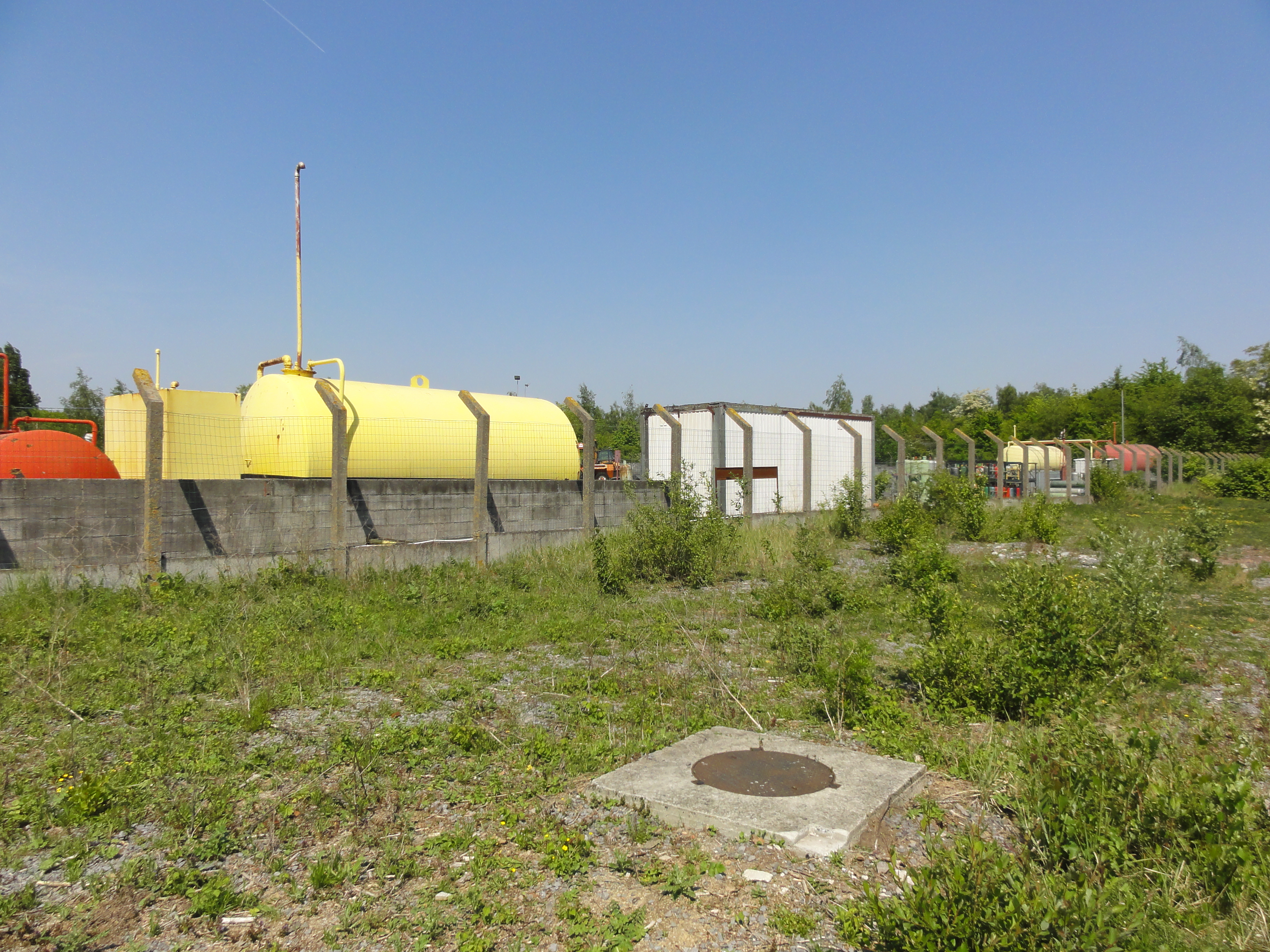
Le puits no 1 dans son environnement.
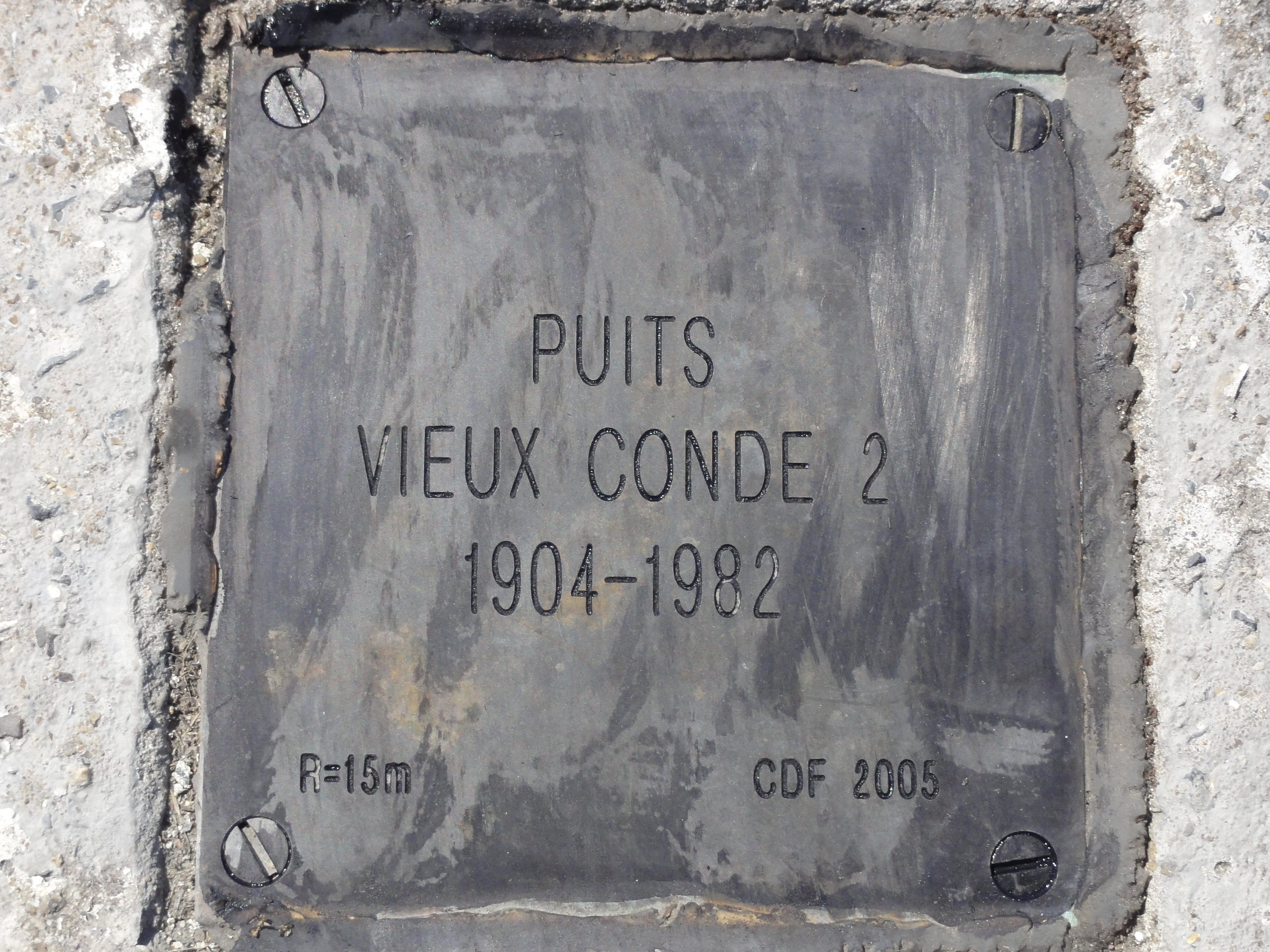
Puits Vieux-Condé no 2, 1904-1982.
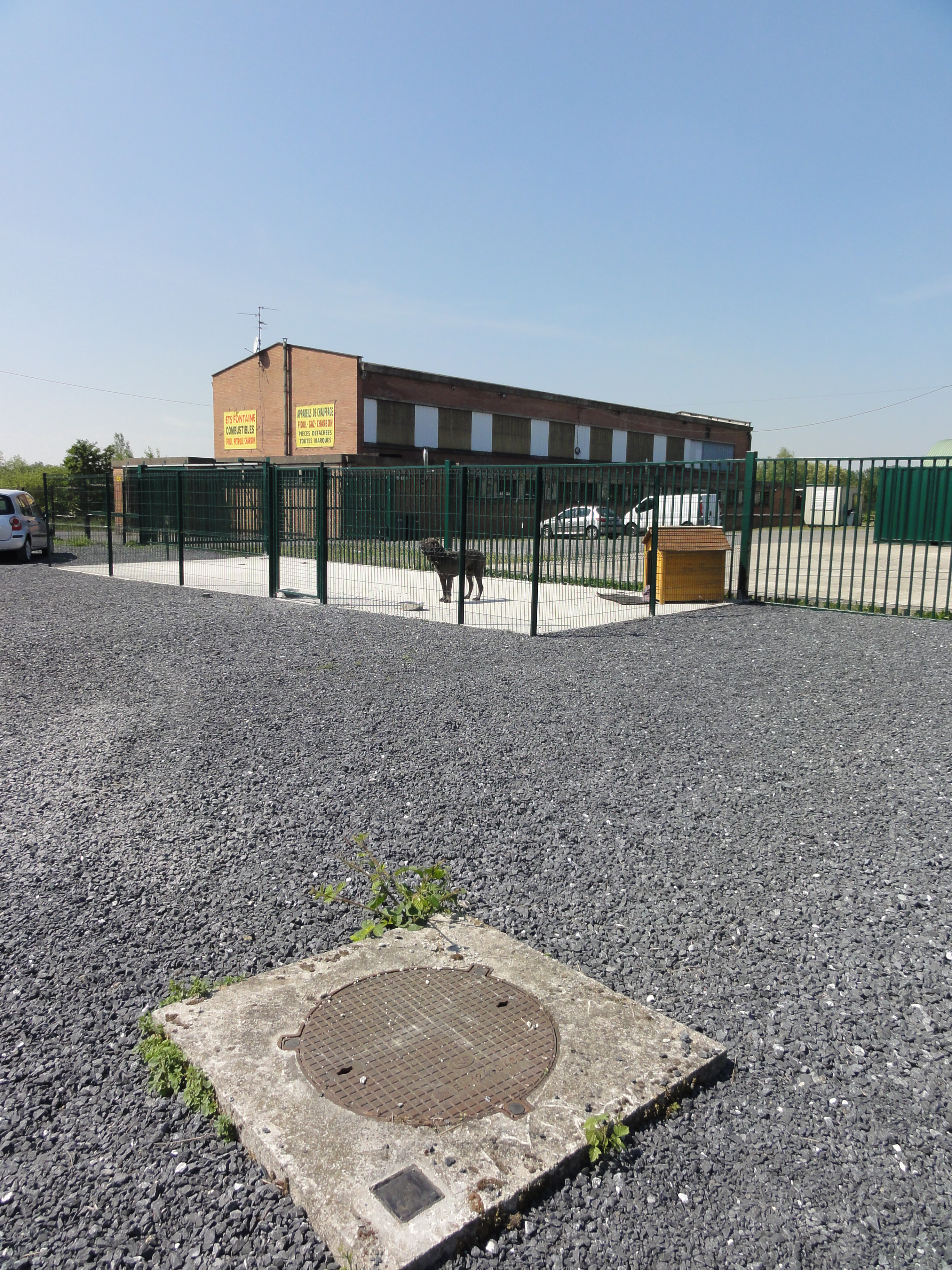
Le puits no 2 dans son environnement.
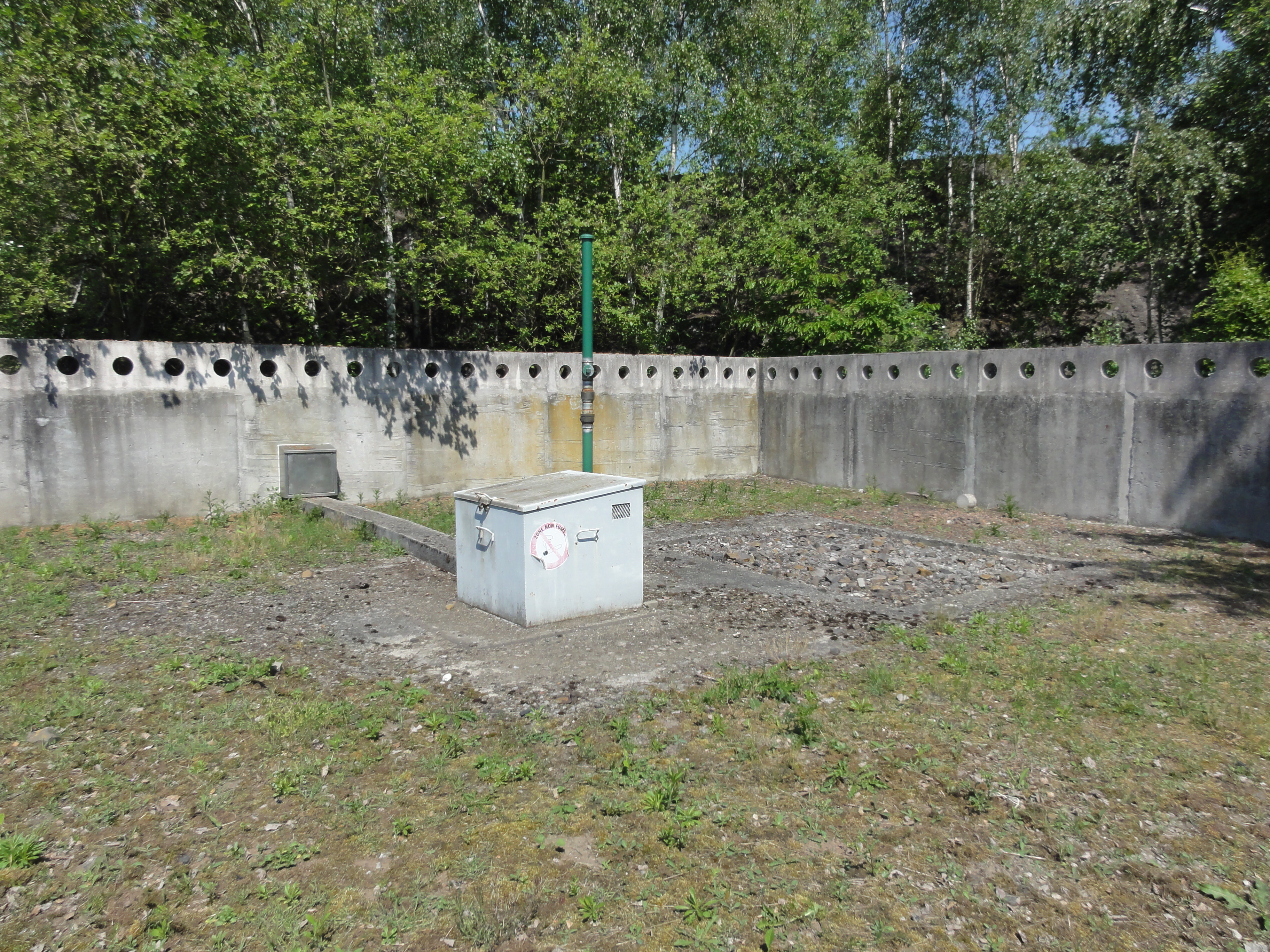
Le sondage de décompression.

## Le terril

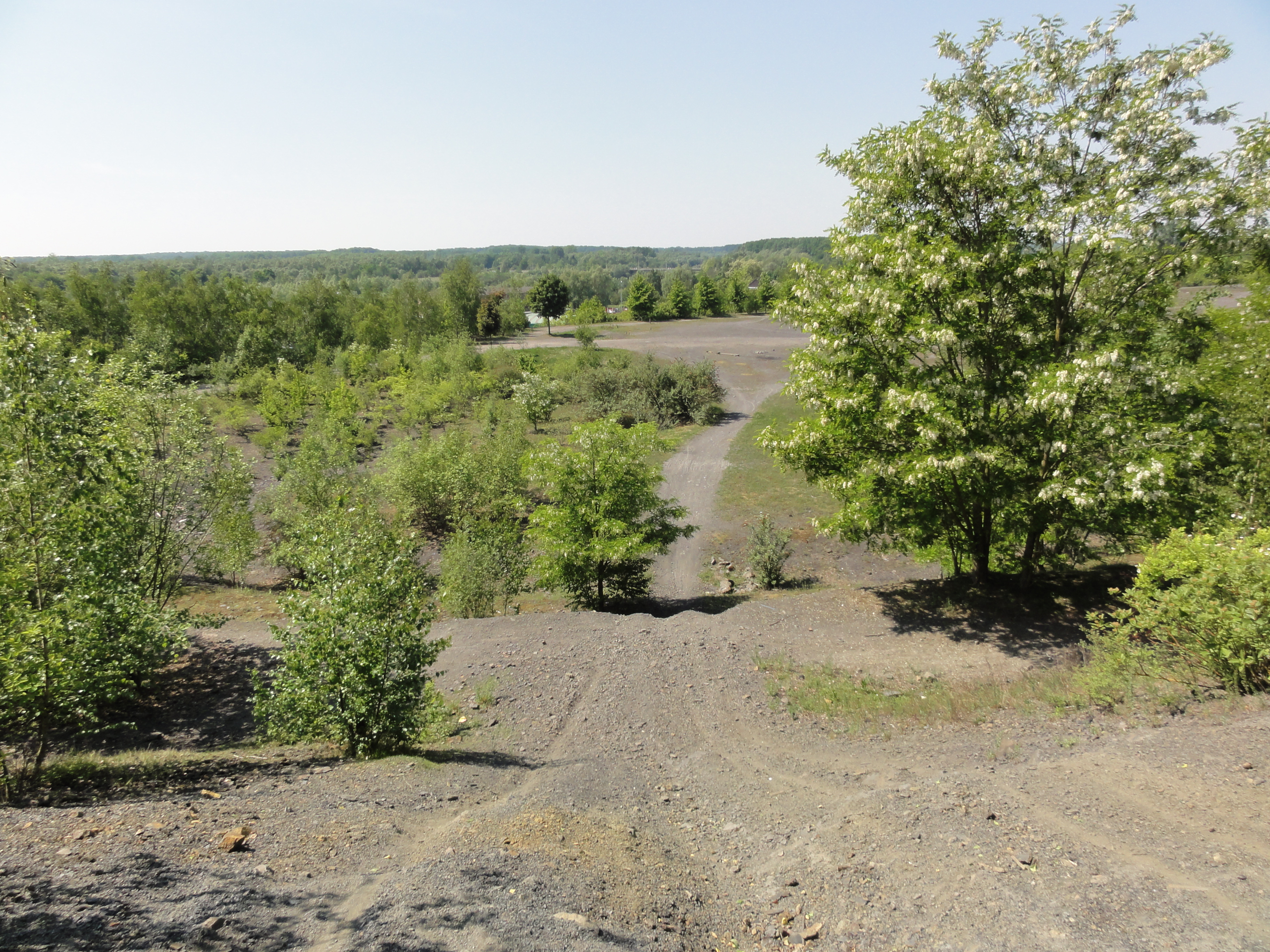
Le terril Vieux-Condé.

50° 27′ 10″ N, 3° 34′ 29″ E
Le terril no 191, Vieux-Condé, situé à Vieux-Condé, est le terril plat de la fosse Vieux-Condé des mines d'Anzin. Initialement haut de quinze mètres, il a été partiellement exploité, il en reste la base,.

## Les cités
Des cités ont été bâties à proximité de la fosse, près du centre-ville de la commune. La cité-jardin Taffin fait partie des 353 éléments répartis sur 109 sites qui ont été classés le 30 juin 2012 au patrimoine mondial de l'Unesco. Elle constitue une partie du site no 5.

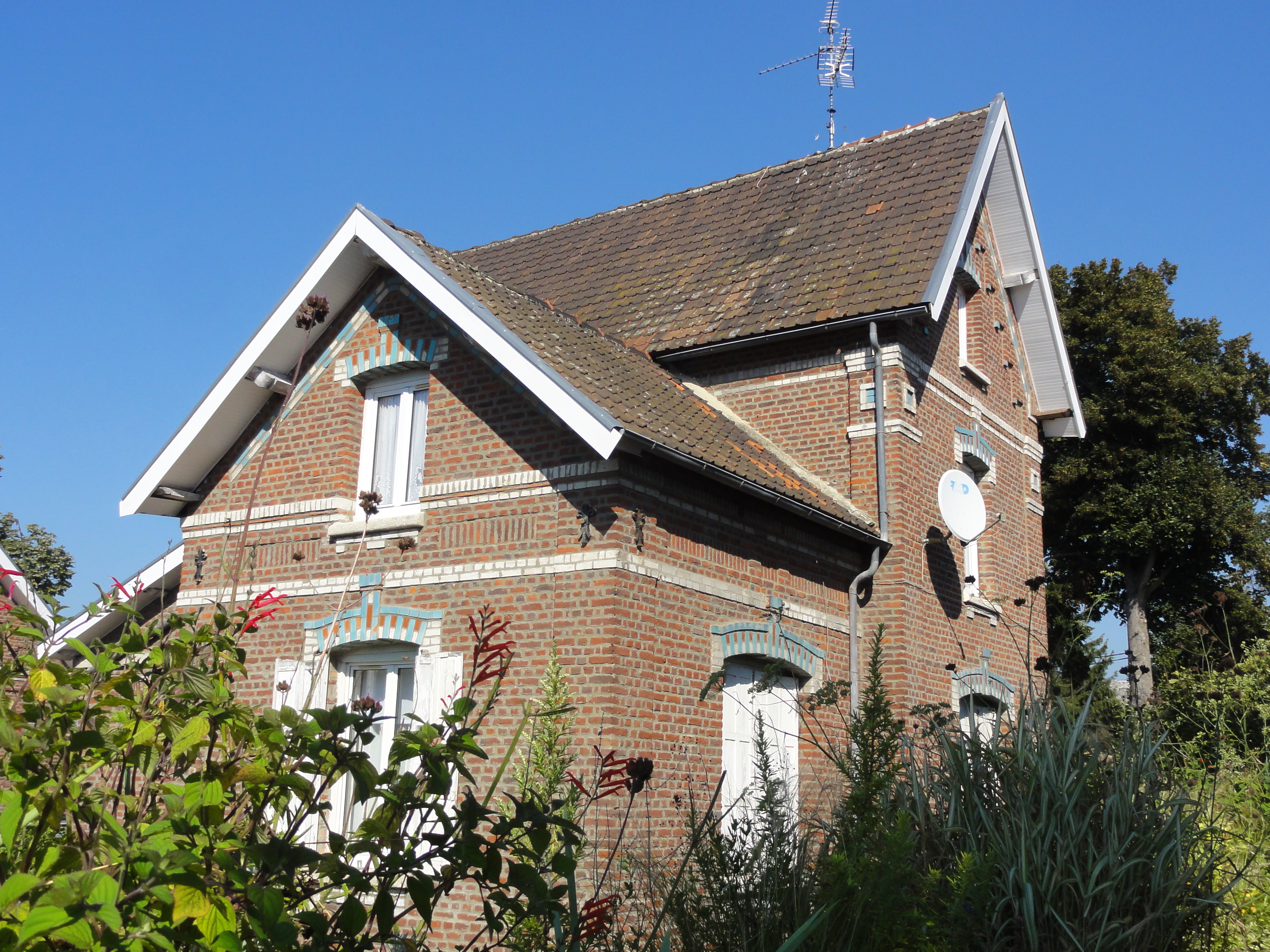
Une habitation d'ingénieur.
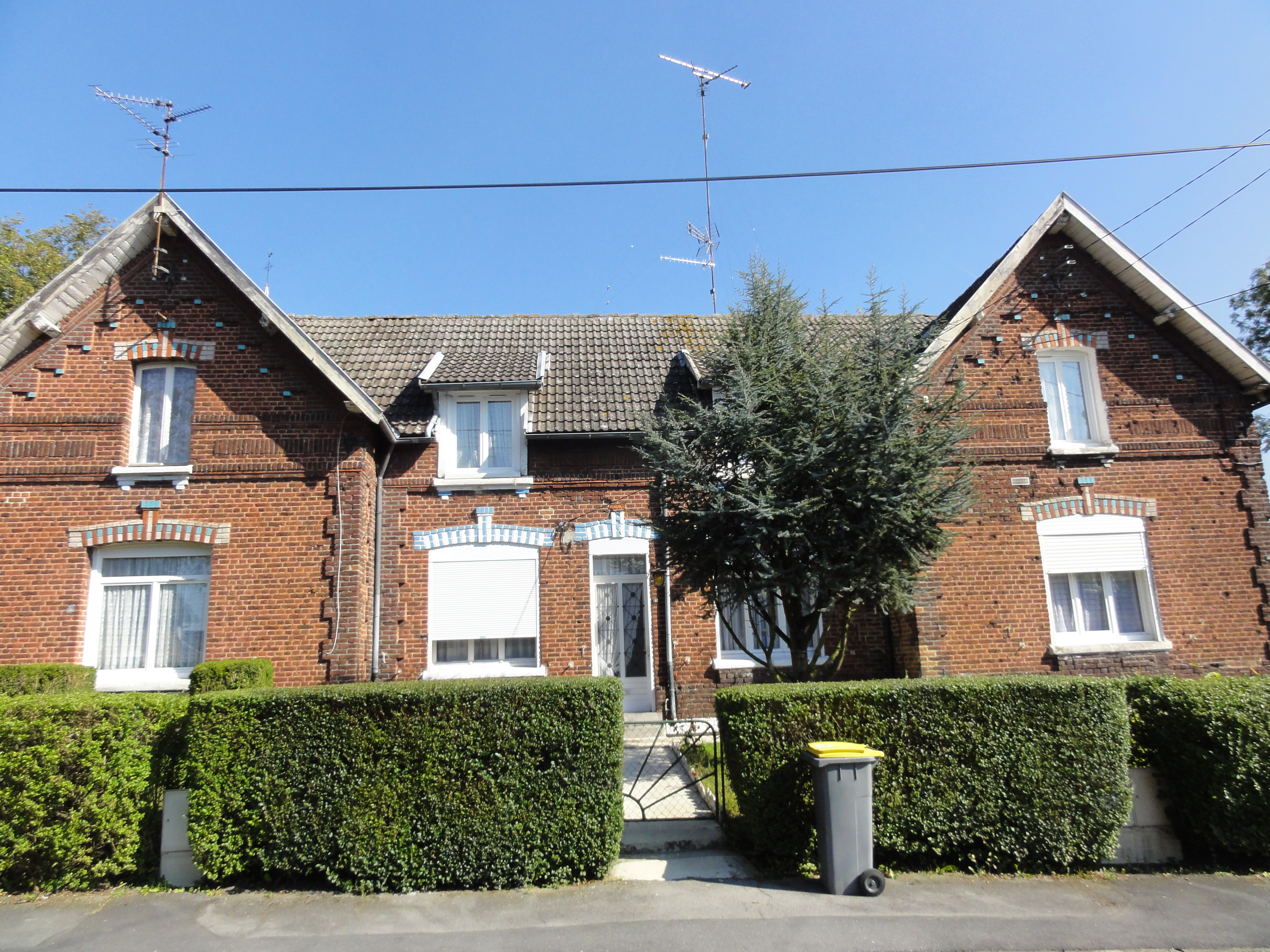
Des habitations groupées par trois.
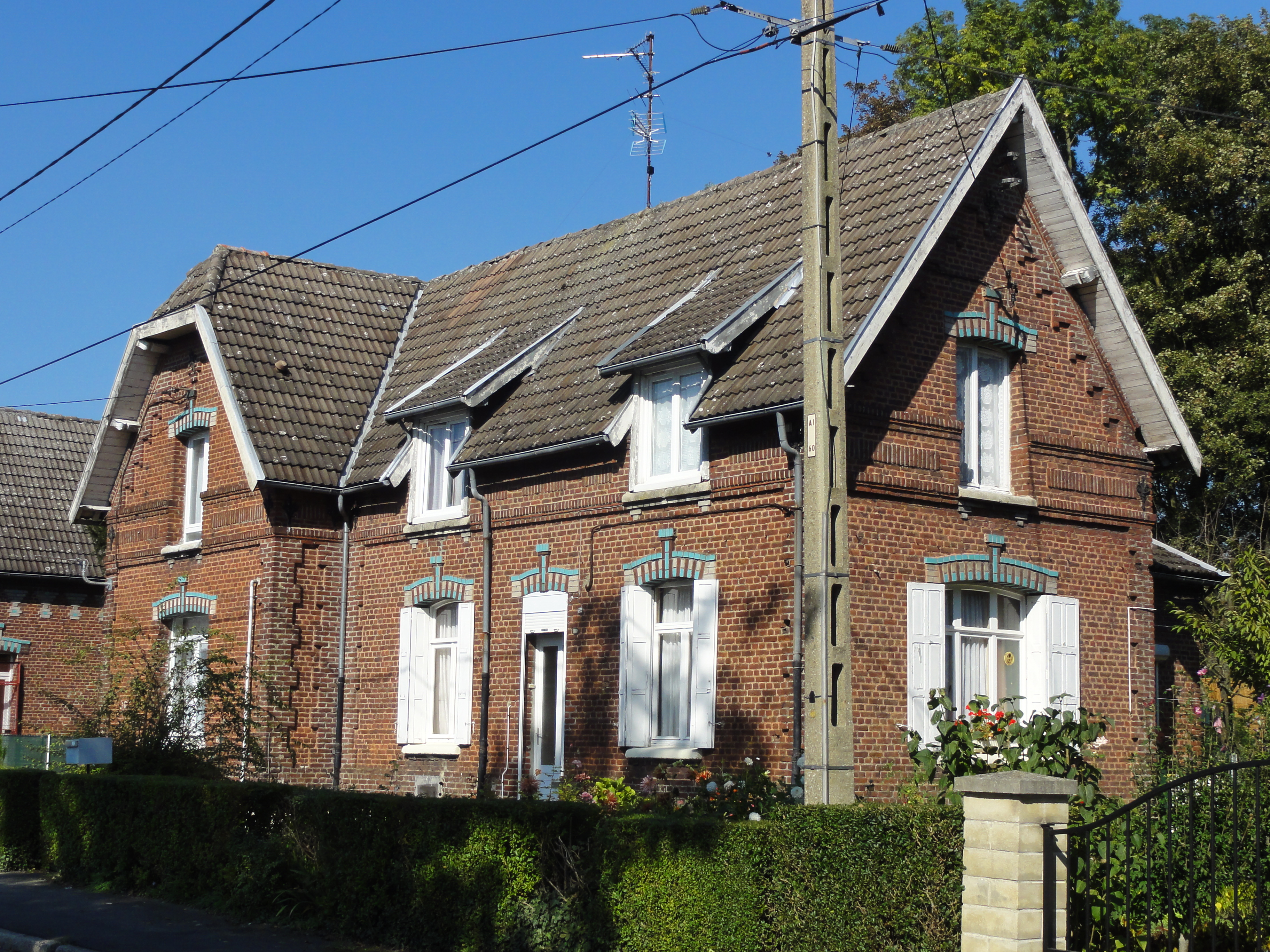
Des habitations groupées par deux.
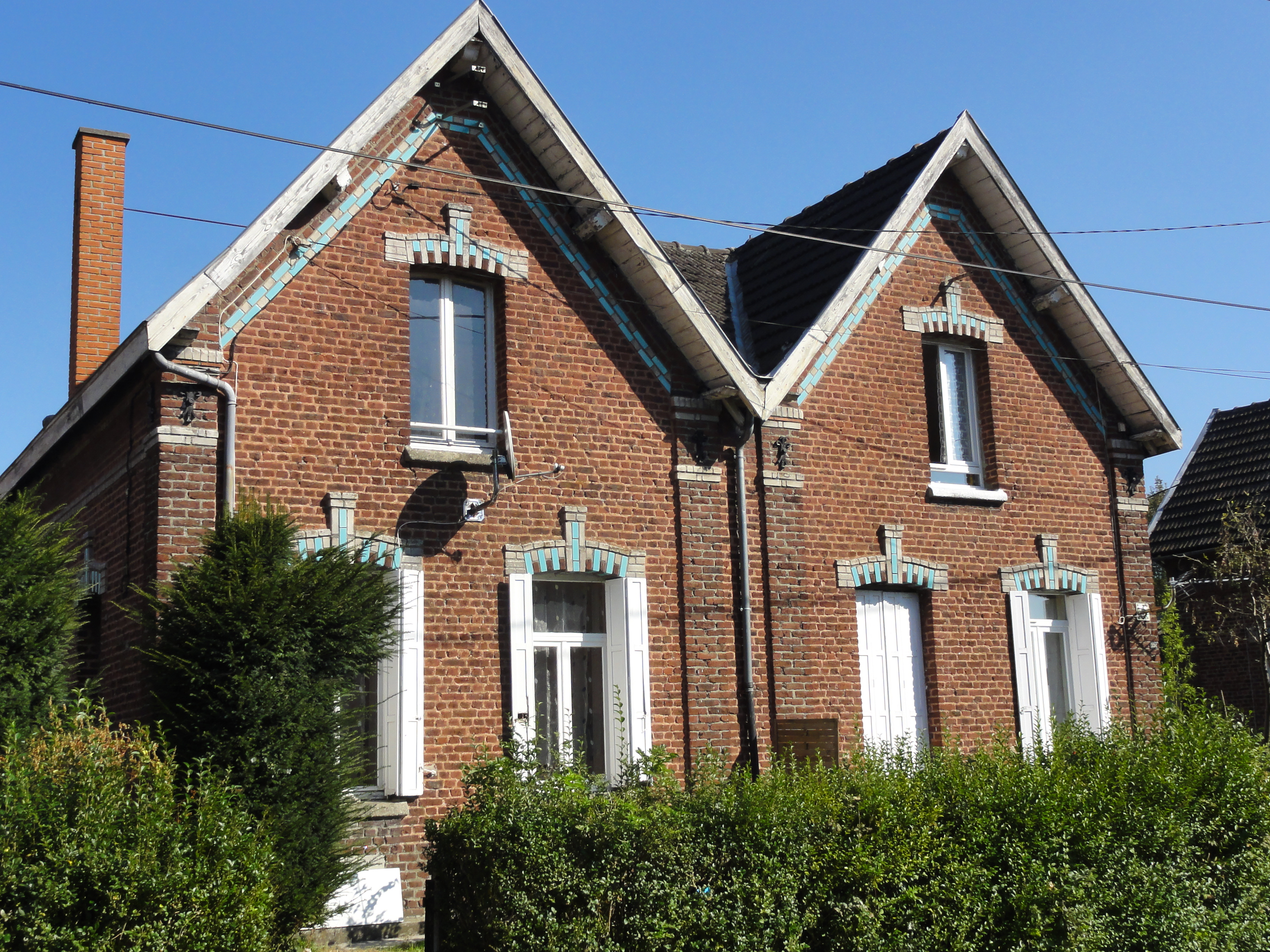
Des habitations groupées par deux.
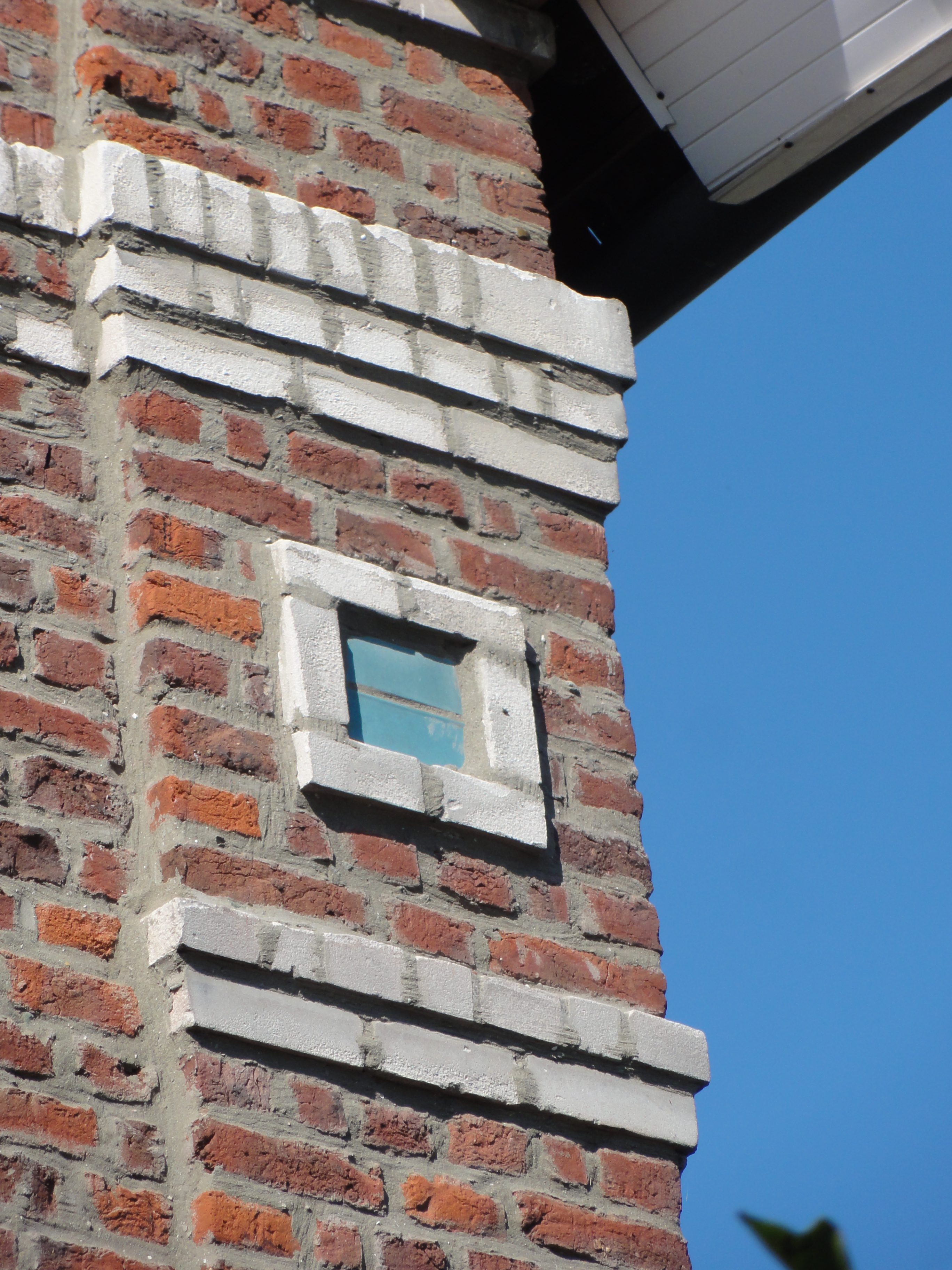
Détail d'un mur.
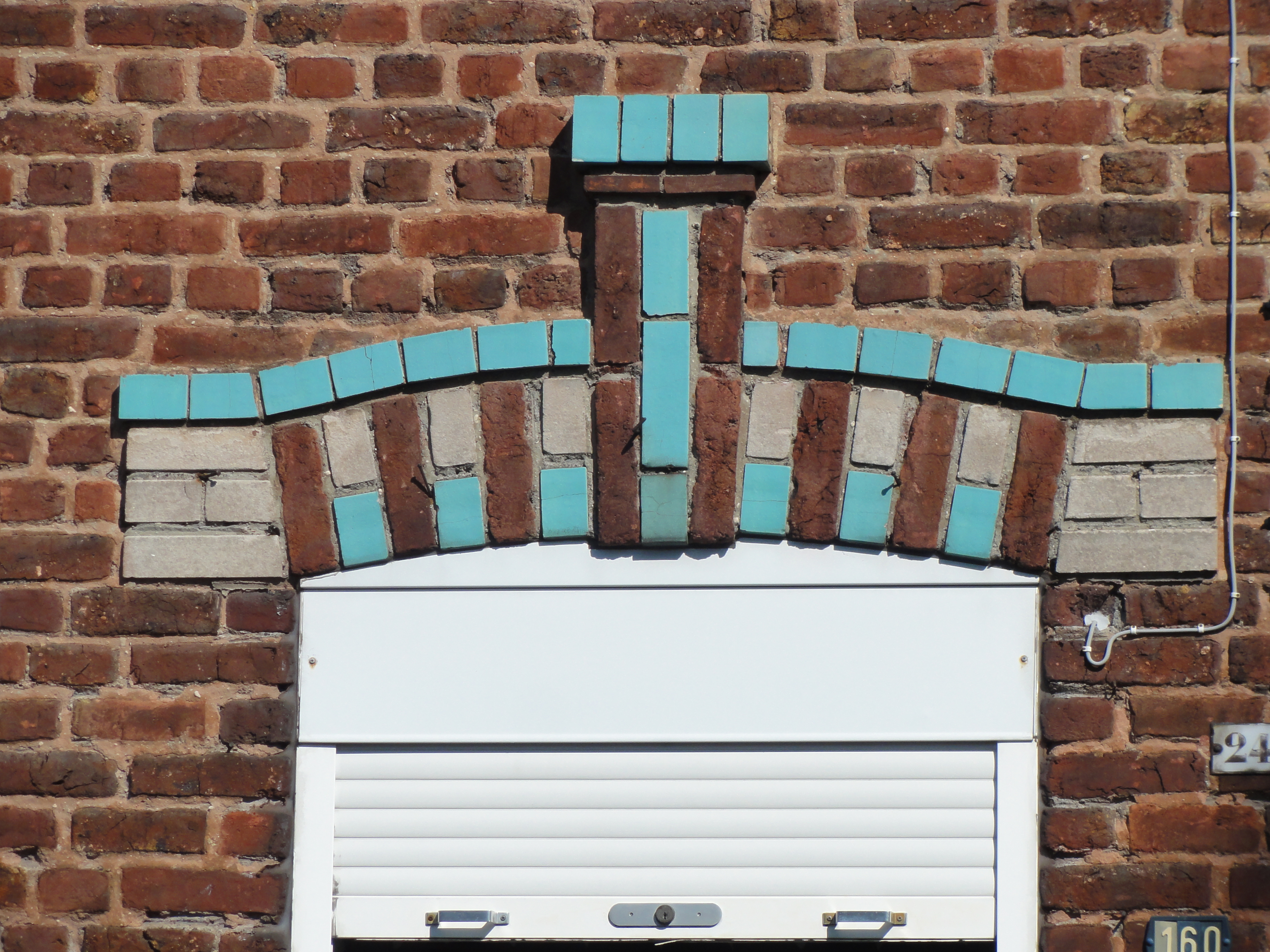
Utilisation de différents types de briques.